# Ауронцо-ді-Кадоре
Ауронцо-ді-Кадоре (італ. Auronzo di Cadore, вен. Auronzo de Cador) — муніципалітет в Італії, у регіоні Венето, провінція Беллуно.
Ауронцо-ді-Кадоре розташоване на відстані близько 520 км на північ від Рима, 125 км на північ від Венеції, 50 км на північ від Беллуно.
Населення — 3388 осіб (2014).

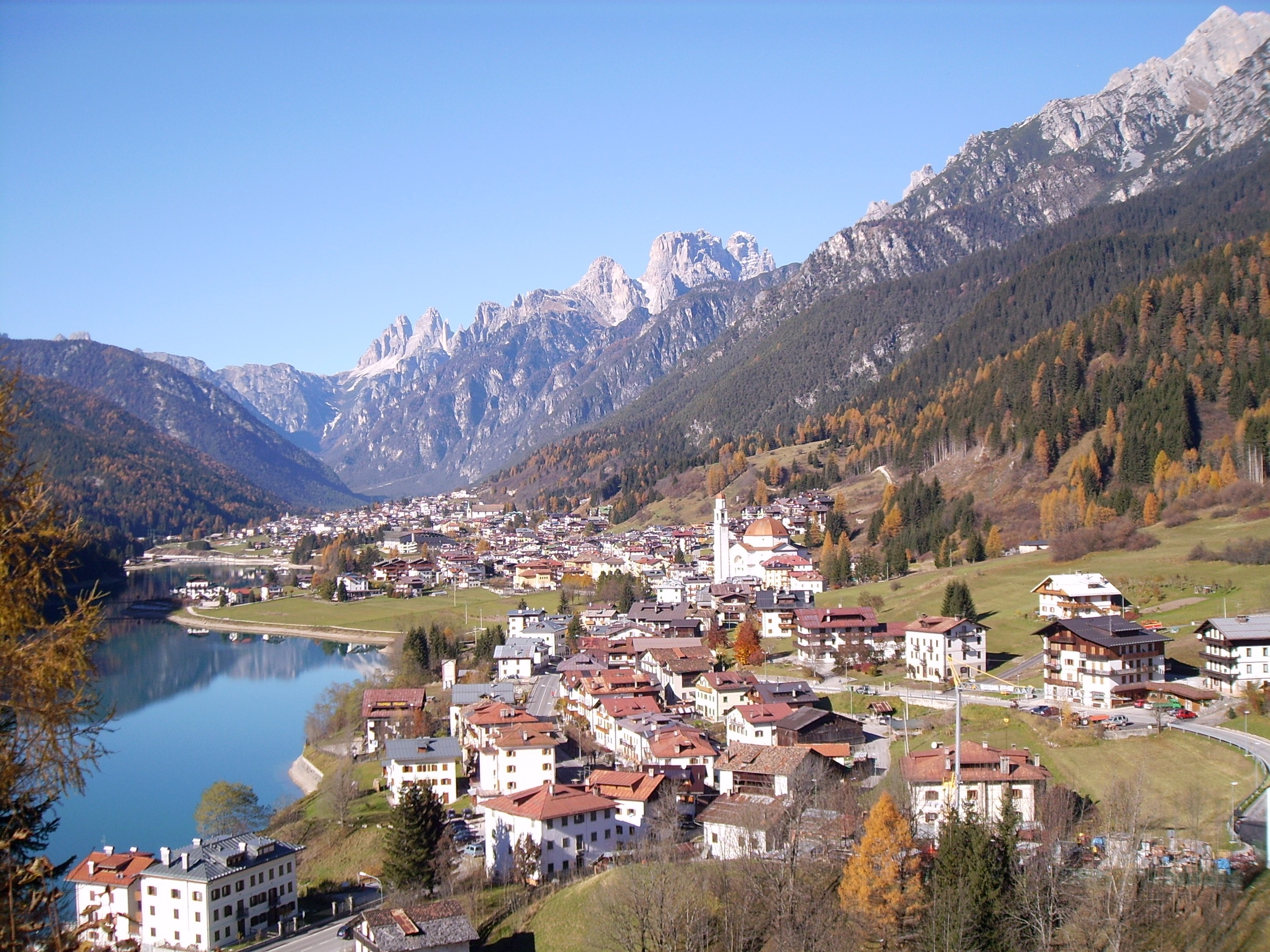

Щорічний фестиваль відбувається 7 жовтня. Покровитель — Santa Giustina di Padova.

## Демографія
Населення за роками:

Станом на 1 січня 2023 року в муніципалітеті офіційно проживало 87 іноземців з 28 країн, серед них 32 громадяни країн Євросоюзу та 13 громадян України.

## Сусідні муніципалітети
- Калальцо-ді-Кадоре
- Комеліко-Суперіоре
- Кортіна-д'Ампеццо
- Данта-ді-Кадоре
- Добб'яко
- Домедже-ді-Кадоре
- Лоццо-ді-Кадоре
- Сан-Віто-ді-Кадоре
- Санто-Стефано-ді-Кадоре
- Сесто
- Віго-ді-Кадоре